# Wonderful Town (comédie musicale)
Pour les articles homonymes, voir Wonderful Town.
Wonderful Town est une comédie musicale américaine créée à Broadway en 1953 sur une musique de Leonard Bernstein.

## Argument
L'action se déroule durant l'été 1935, à New York, dans le quartier de Greenwich Village. Les deux sœurs Sherwood, Ruth et sa cadette Eileen, s'y installent, débarquant de leur Ohio natal, afin de « conquérir » la ville. La première ambitionne de devenir écrivain ; la seconde désire être danseuse. L'arrivée à New York est dure : logements hors de prix, indifférence générale... Un homme peu scrupuleux leur loue un studio minable et cher. Très vite, les deux sœurs sont confrontées à la réalité : personne ne les attend !
Ruth est reçue par un éditeur de renom qui lui conseille de retourner dans sa province, Eileen se fait draguer par des hommes qui n'en veulent qu'à ses charmes et qui se moquent complètement de son talent de danseuse... Mais au fait, du talent, en ont-elles vraiment ? Pas sûr...

## Fiche technique
- Titre original : Wonderful Town
- Livret : Jerome Chodorov et Joseph Fields (crédité Joseph A. Fields), d'après leur pièce My Sister Eileen, créée à Broadway en 1940, et le recueil d'histoires courtes (également nommé My Sister Eileen) de Ruth McKenney
- Lyrics : Betty Comden et Adolph Green
- Musique : Leonard Bernstein
- Mise en scène :  George Abbott
- Chorégraphie : Donald Saddler
- Superviseur (non crédité) : Jerome Robbins
- Direction musicale : Lehman Engel
- Décors et costumes : Raoul Pène Du Bois
- Costumes de Rosalind Russell : Mainbocher
- Lumières : Peggy Clark
- Producteur : Robert Fryer (en)
- Nombre de représentations : 559
- Date de la première : 25 février 1953
- Date de la dernière : 3 juillet 1954
- Lieu : Winter Garden Theatre, Broadway

## Distribution originale
- Rosalind Russell : Ruth Sherwood
- Edith Adams  : Eileen Sherwood
- Cris Alexander : Frank Lippencott
- Jordan Bentley : Wreck
- Dort Clark : Chick Clark
- George Gaynes : Robert 'Bob' Baker
- Henry Lascoe : Appopolous
- Ted Beniades : Speedy Valenti
- Michele Burke : Helen
- Dody Goodman : Violet
- Isabella Hoopes :  Mrs. Wade
- Walter Kelvin : Lonigan

Et, ayant remplacé Rosalind Russell en cours de production :
- Carol Channing : Ruth Sherwood

## Numéros musicaux
(Songs, excepté trois numéros)
| Acte I - Overture (orchestre) - Christopher Street (un guide, les villageois) - Ohio (Ruth, Eileen) - Conquering New York (Ruth, Eileen, un cadet, Violet, les villageois) - One Hundred Easy Ways (Ruth) - What A Waste (Robert, les éditeurs) - A Little Bit in Love (Eileen) - Pass the Football (Wreck, les villageois) - Conversation Piece (Ruth, Eileen, Frank, Robert, Chick) - A Quiet Girl (Robert) - Conga ! (Ruth, danseurs) | Acte II - Entr'acte (orchestre) - My Darlin' Eileen (Eileen, un ivrogne, un policier) - Swing ! (Ruth, les villageois) - Ohio (reprise : Ruth, Eileen) - It's Love (Robert, les villageois) - Ballet at the Village Vortex (danseurs ; orchestre) - Wrong Note Rag (Ruth, Eileen, les villageois) - It's Love (reprise : ensemble) |

## Reprises (sélection)
- 1986-1987 : à Londres, Queen's Theatre et Watford Palace, avec Maureen Lipman (Ruth) ;
- 2003-2005 : à Broadway, Al Hirschfeld Theatre, avec Brooke Shields (en 2004-2005, remplaçant Donna Murphy dans le rôle de Ruth), David Margulies (Appopoulos), 497 représentations.

## Adaptation à l'écran
- 1958 : Wonderful Town, téléfilm de Mel Ferber et Herbert Ross, avec Rosalind Russell (Ruth), Sydney Chaplin (Robert).

## Récompenses
Production originale
- 1953 : Cinq Tony Awards décernés lors de la 7e cérémonie des Tony Awards :
  - De la meilleure comédie musicale ("Tony Award for Best Musical") ;
  - De la meilleure actrice dans une comédie musicale ("Tony Award for Best Performance by a Leading Actress in a Musical") pour Rosalind Russell (Ruth) ;
  - Des meilleurs décors ("Tony Award for Best Scenic Design") pour Raoul Pène Du Bois ;
  - De la meilleure chorégraphie ("Tony Award for Best Choreography") pour Donald Saddler ;
  - Et de la meilleure direction musicale ("Tony Award for Best Conductor and Musical Director") pour Lehman Engel.
- 1953 : Theatre World Award (récompensant le "meilleur espoir" du théâtre) pour Edith Adams (Eileen).